# Мостівський район
Мосто́вський райо́н — адміністративна одиниця Білорусі, Гродненська область.